# Звездане стазе: Ентерпрајз
Ентерпрајз (енгл. Enterprise, од треће сезоне Звјездане стазе: Ентерпрајз (енгл. Star Trek: Enterprise)) је пети научнофантастични серијал Звјезданих стаза. Хронолошки представља сам почетак човјековог истраживања свемира и прати авантуре посаде Ентерпрајза, првог људског свемирског брода са ворп брзином 5, 10 година прије формирања Уједињене федерације планета. Главни ликови у серији су: капетан Џонатан Арчер, командир Т'Пол, главни инжењер Чарлс „Трип“ Такер , официр за наоружање Малком Рид, официр за комуникације Хоши Сато, кормилар Травис Мејведер и доктор Флокс. У овом серијалу се сва технологија, која је у осталим серијалима уобичајена, тек мора створити или је тек у почетном стадијуму развоја.
Творци серијала су Бранон Брага (Brannon Braga) и Рик Берман (Rick Berman). Снимљене су четири сезоне, а серија се приказивала од 2001. до 2005. Гледаност серије је у почетку била задовољавајућа, али је брзо опала. Уз Оригиналну серију, ово је друга серија чије је снимање прекинуто на захтјев студија, а не на захтјев продуцената.

## Улоге
| Глумац            | Улога                 |
| ----------------- | --------------------- |
| Скот Бакјула      | Капетан Џонатан Арчер |
| Џолин Блејлок     | Т'Пол                 |
| Конор Тринир      | Чарлс „Трип“ Такер    |
| Доминик Китинг    | Малком Рид            |
| Линда Парк        | Хоши Сато             |
| Ентони Монтгомери | Травис Мејведер       |
| Џон Билингсли     | Др Флокс              |